# Anochetus grandidieri
Anochetus grandidieri är en myrart som beskrevs av Auguste-Henri Forel 1891. Anochetus grandidieri ingår i släktet Anochetus och familjen myror. Inga underarter finns listade i Catalogue of Life.

## Bildgalleri

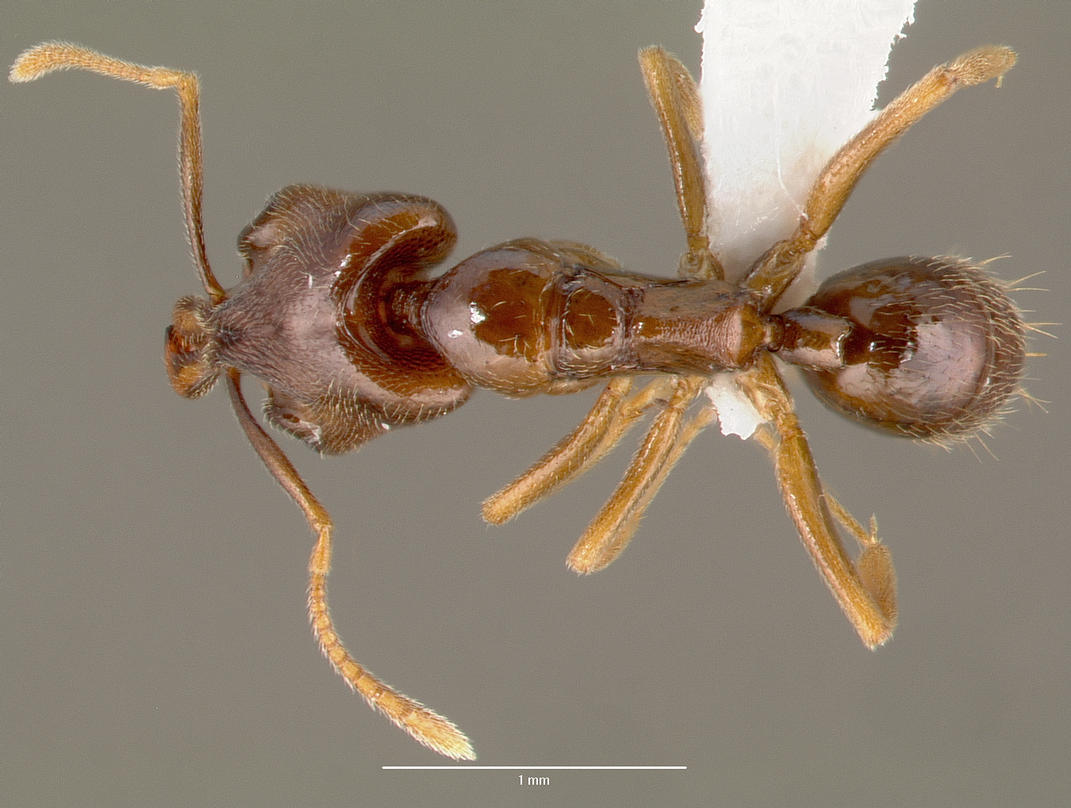
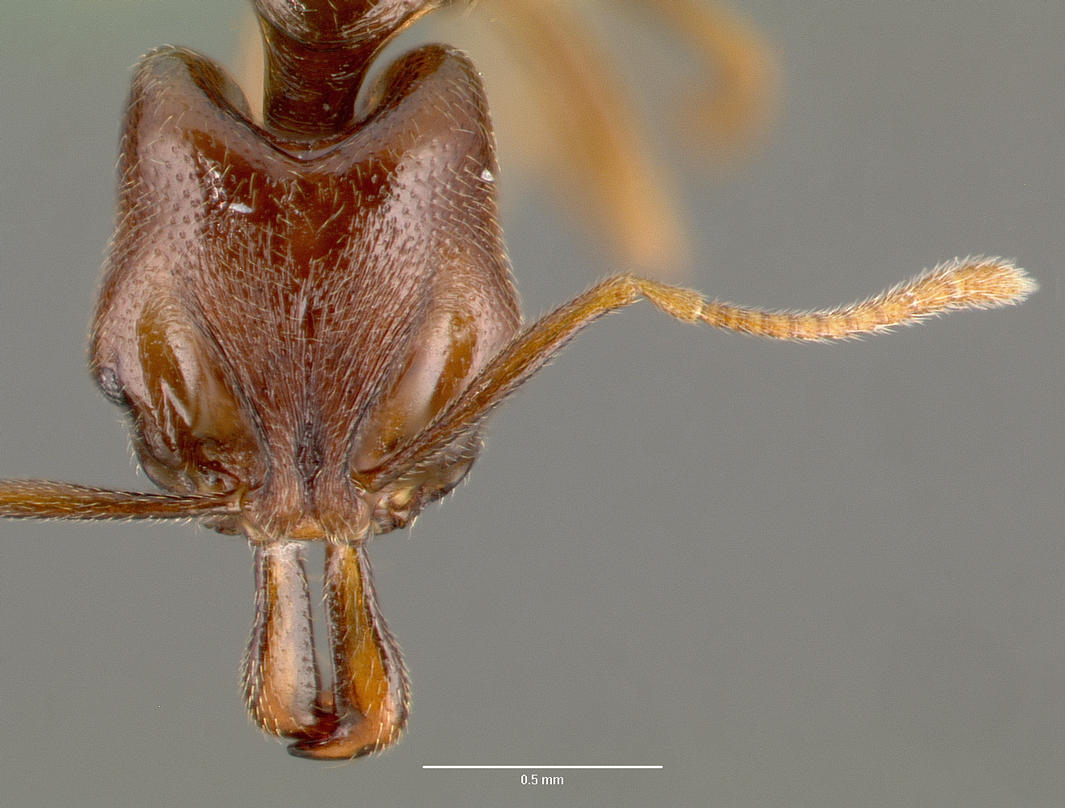
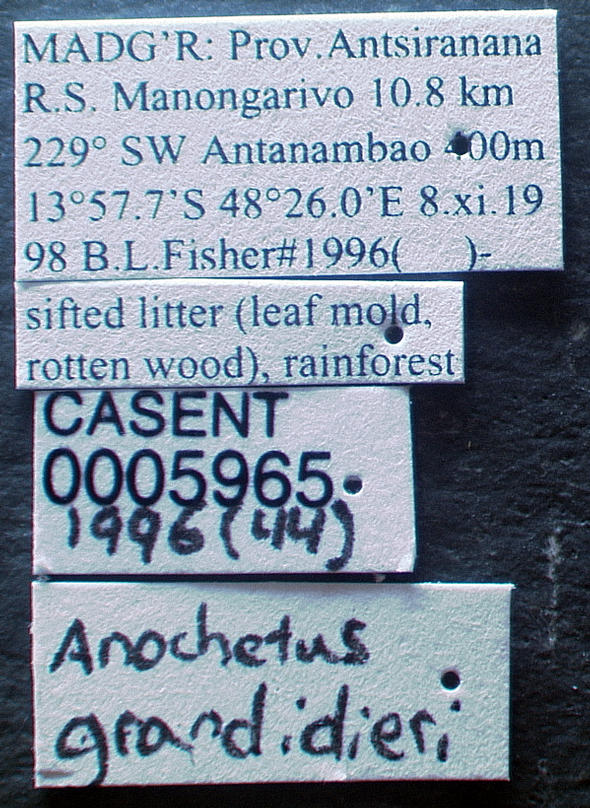
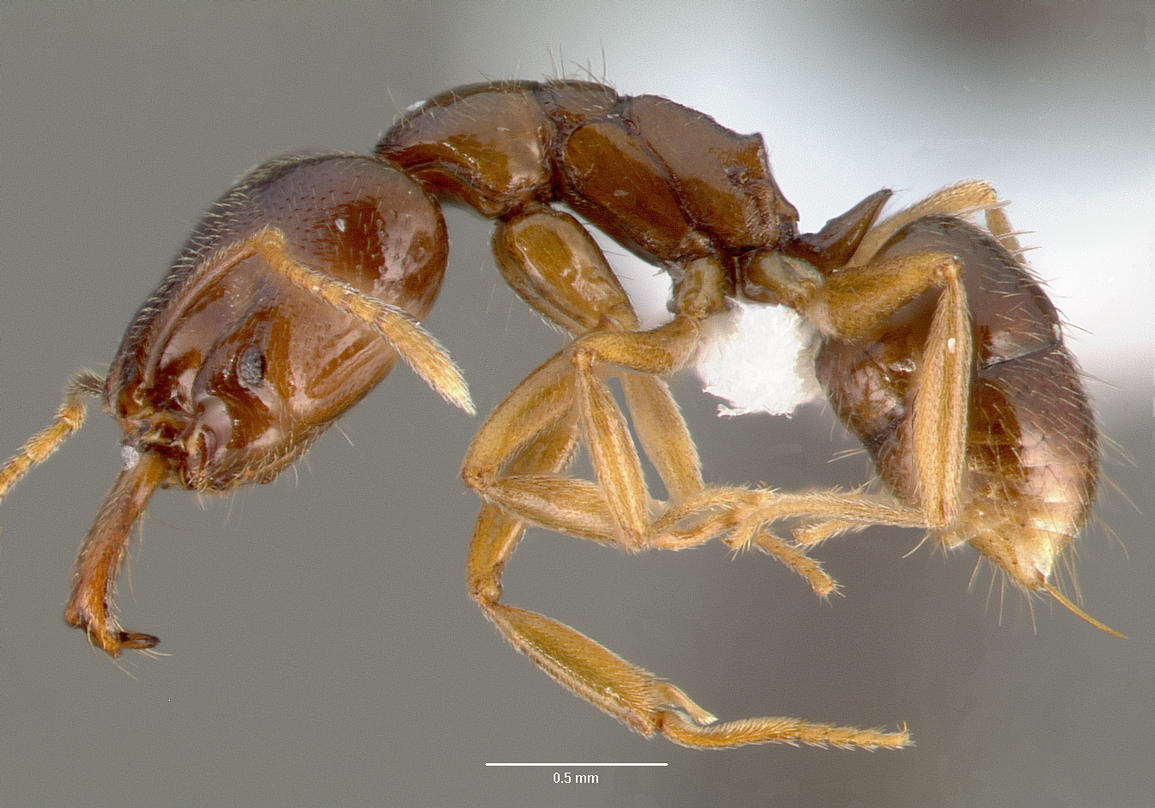
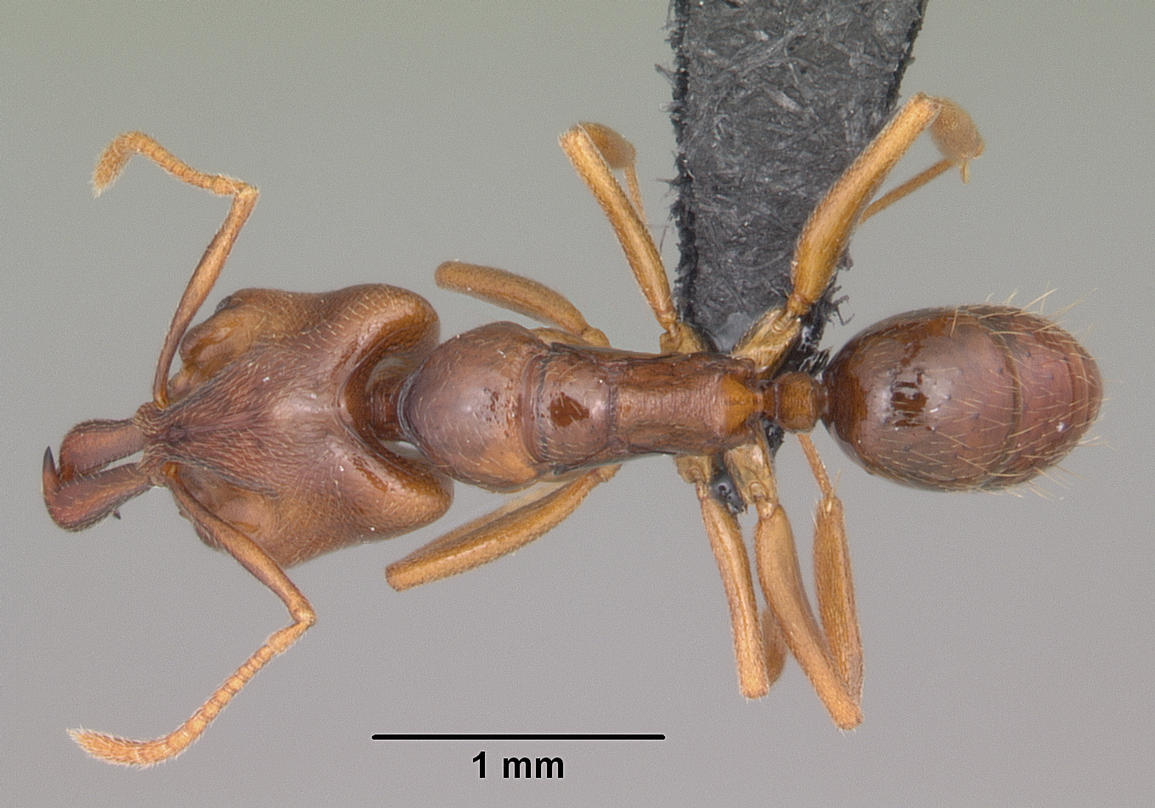
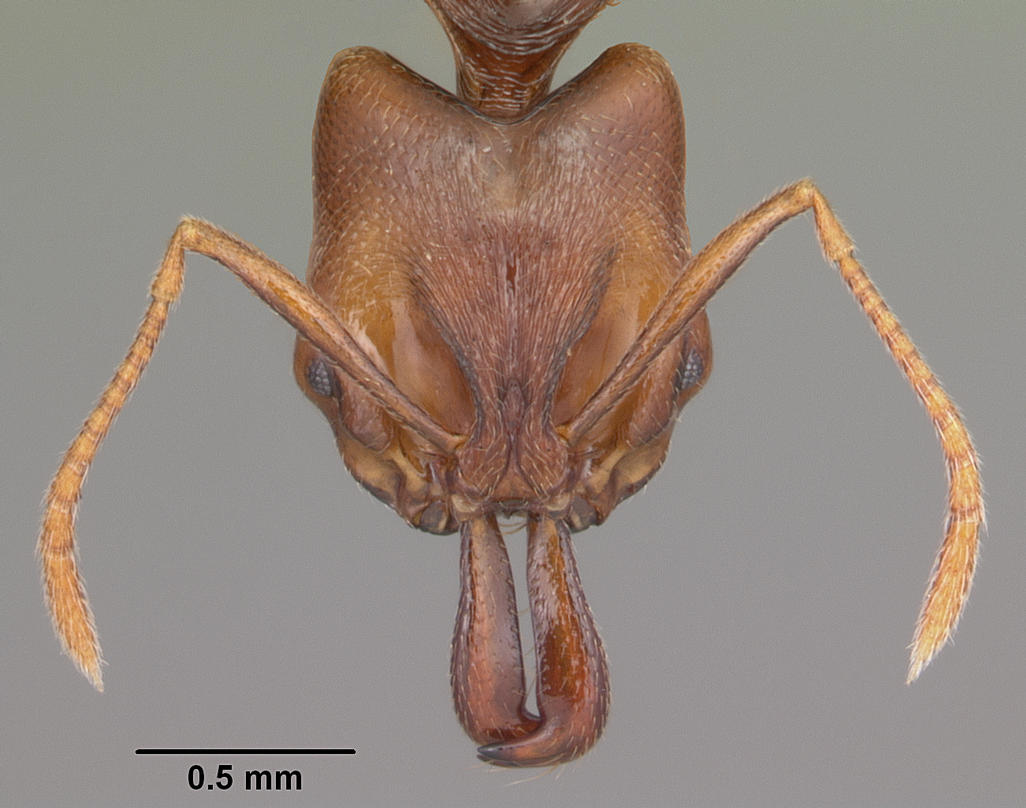